# 石橋幸治
石橋 幸治（いしばし こうじ、1951年2月23日 - ）は、テレビ朝日の元アナウンサー。神奈川県横浜市出身。
聖光学院高校、立教大学を卒業。1974年4月1日、テレビ朝日（当時は日本教育テレビ（NET））に入社。主にスポーツ中継を担当し、アナウンス部デスクを歴任。
2004年、テレビ朝日に新設されたお客様フロント局に異動。「はい!テレビ朝日です」という名前の視聴者センターの長を務め、テレビ朝日ミュージックの取締役を務めた。

## 過去の出演番組
- ワールドプロレスリング
- エキサイトボクシング
- プロ野球中継
- 競馬中継
- サッカー中継
- ANNスポーツニュース

## 同期入社アナウンサー
- 小林一枝（異動）